# Salma Hédia Mabrouk
Salma Hédia Mabrouk (arabe : سلمى  مبروك), née le 11 octobre 1964 à Tunis, est une femme politique tunisienne, membre de l'assemblée constituante comme représentante d'Ettakatol puis de la Voie démocratique et sociale dans la circonscription de Ben Arous. 

## Biographie
Elle suit sa scolarité au Collège Sadiki puis ses études secondaires dans trois lycées de Tunis. Elle s’inscrit par la suite à la faculté de médecine de Tunis et se spécialise en ophtalmologie en France. Elle revient ensuite en Tunisie et travaille d’abord à l'hôpital public puis dans le privé.
En 2011, elle intègre Ettakatol et participe à l'élection du 23 octobre 2011 dans la circonscription de Ben Arous où elle est élue comme membre de l'assemblée constituante. Elle est membre de la commission des droits et des libertés et de la commission des affaires sociales.
Elle démissionne de son parti le 9 octobre 2012 pour rejoindre la Voie démocratique et sociale le 25 mars 2013.
En 2014, elle est décorée des insignes de chevalier de l'Ordre tunisien du Mérite.

## Vie privée
Elle est mariée et mère de deux enfants.

## Publications
- Bras de fer : 2011-2014, Tunis, Arabesques, 2018, 700 p. (ISBN 978-9938072631)[5].
- Erratum, Tunis, Arabesques, 2021[6].